# الملك آرثر

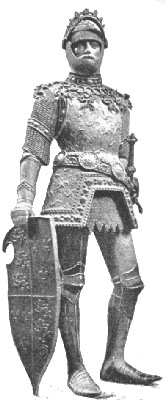
تمثال الملك آرثر في إنسبروك

الملك آرثر (بالإنجليزية: King Arthur) أحد أهم الرموز الميثولوجية في بريطانيا العظمى حيث يمثل الملكية العادلة في الحرب والسلم، ويشكل الشخصية المحورية في دائرة الأساطير المعروفة باسم الحالة البريطانية. هناك خلاف بشأن وجود آرثر، أو نموذج حقيقي له. وفي الإشارات الأولى والنصوص الويلزية، لم يُعط آرثر أبدًا لقب "ملك"، حيث تشير النصوص المبكرة إليه على أنه قائد حرب (باللاتينية: dux bellorum)، ثم أصبحت النصوص الويلزية في القرون الوسطى تشير إليه غالبًا بلقب (بالإنجليزية: ameraudur) (الكلمة مستعارة من الكلمة اللاتينية imperator والتي يمكن أن تعني أيضًا "قائد حرب").

## التاريخ
تاريخ آرثر الأسطورة كان محل جدل طويل بين الدارسين. فهناك اتجاه يرى أنه ليس هناك أي وجود تاريخي لآرثر. بينما يعتقد البعض أنه كان في الأساس إلها سلتيًا نصف منسي تحول إلى شخصية ملكية (بالإشارة إلى التغيير المحتمل لشخصية إله البحر السلتي لير (بالإنجليزية: Lir) ليصبح الملك لير (بالإنجليزية: King Lear))، وغالبًا ما يربط داعمو هذه النظرية بين الأصول الويلزية لاسم آرثر كاشتقاق من كلمة (دُب) (بالإنجليزية: bear)، مقدمين إلها للدببة يسمى آرتوس أو آرتيو كمصدر الأسطورة، غير أن عُباد هذين الإلهين معروفون بأنهم السلتيون القاريون، وليسوا سكان بريطانيا البرايتونز (بالإنجليزية: Britons).
وجهة نظر أخرى ترى أن آرثر كان شخصًا حقيقيًا كان–كما ترى معظم النظريات–قائدًا رومانيًا- بريطانيًا عاش في أواخر القرن الخامس الميلادي حتى بداية القرن السادس الميلادي، وقاتل ضد الغزاة الساكسون. وتكشف الدراسات الأركيولوجية لفترة حياة الشخصية المزعومة أن التوسع الساكسوني توقف حتى الجيل التالي. وإذا كان آرثر قد وُجد فعلًا؛ فإن قاعدة قواته كانت ستوجد على الأرجح في المناطق السلتية لويلز وكورنوال، أو غرب إنجلترا الحديثة، ولا يزال الجدل مستمرًا حتى اليوم بشأن مركز قواته المقترضة وامتداداتها ونوع هذه القوات.
وبشكل عام فإنه من المعتقد أن ظهور الملك آرثر الأول كبطل في المخيلة الشعبية السلتية جاء ردًا على الغزو الأنكلو ساكسوني في القرن الخامس الميلادي.

## الحكايات الويلزية الأولى

### أساطير آرثر
يظهر أثر آرثر على العديد من المعالم الجغرافية والحكايات الوطنية في ويلز، وقد تكلم عنه نينيوس بأنه قائد البريطانيين ضد الساكسون الغزاة، وفي قسم من كتابه ويدعى الأعاجيب (باللاتينية: Mirabilia) يقوم آرثر بذبح ابنه أمر ليخرج من قبره ينبوع وهو يسمى الآن عين أمر وهو موجود في هيرفوردشاير، وكذلك عن كلبه كافال الذي ترك أثرا على صخرة تحمل اسمه، وفي حكاية كولوخ وأولوين يطلب كولوخ يد أولوين من أبيها الوحش إسباذادن منها أن يقوم بأخذ المشط والمقص من بين أذني الخنزير ترويت فيستعين بآرثر الذي يطارد الخنزير في أنحاء بريطانيا حتى يقتل في كورنوول.
يظهر آرثر كذلك كقاتل للوحوش وصياد للتنانين وفي حكاية من كتاب تالييسين ذهب إلى أنون لكي يأتي بقدر سحري لا يطبخ فيه إلا الشجعان، ولم يذكر الكثير عن مولده لكن يقال أنه تربى في غوينيذ في شمال ويلز، كذلك يذكر بعض رفاقه مثل زوجته غوينويفار (غوينيفير) وفرسانه مثل كاي وغوالخماي (غاوين) وبيدوير (بيديفير) وكذلك سيفه كاليدفولخ (أصبح لاحقا إكسكاليبور) وهناك سفينته بريدوين.
و هناك العديد من الأفلام والمسلسلات التي تجسد شخصيه الملك ارثر منها على سبيل المثال : الملك ارثر(King Arthur)للمخرج Antoine Fuqua وبطولة كل من Clive Owen, Ioan Gruffudd, Mads Mikkelsen, Joel Edgerton, Hugh Dancy . حيث يعد هذا أفضل ما قدم عن الملك ارثر .

### موت آرثر وعودته
مات آرثر في مَعْرَكة كامِلان التي أعطي لها تاريخ 537 م حيث قضي آرثر ومدراود أو مدراوت (موردرد) حسبما أتى في الحوليات الويلزية Annales Cambriae وحمل إلى جزيرة أفالون حيث تتم معالجته هناك وسيعود يوما ليقود شعبه عند أشد الحاجة إليه وهذا الاعتقاد موجود لدى الأقوام البريطانية في ويلز وكورنوول وبريتاني، وهو ما حدا بهنري الثاني من إنكلترا أن ينبش جثته ليتخلص من هذا الاعتقاد، وكذلك يعتقد أنه ينام في كهف وأنه سيعود يوما ما.

## الحكايات الفرنسية
دخل آرثر في الحكايات الفرنسية عن طريق المغنين والشعراء الجوالين من ويلز وبريتاني وأصبح هو وفرسانه موضوعا مهما للرواة فلو جمعنا كلما كتب عنه لحصلنا على مجلدات تحتوي ملايين الكلمات حيث يظهر كملك نبيل شجاع وعادل وكريم وطيب القلب في مملكته لوغريس (إنجلترا بالويلزية) ومقره هو قلعة كاميلوت العظيمة ومعلمه هو الساحر مرلين زوجته هي الجميلة غوينيفير، يذهب جيفري مونماوث إلى بداية البريطانيين في كتابه تاريخ ملوك بريطانيا حيث ذهب إلى البداية فقال إن الطرواديين أتوا إلى هنا بقيادة بروتوس الطروادي حفيد أينياس ويسرد تاريخهم حتى غزو الرومان لبريطانيا ثم خروجهم عنها وهجوم الساكسون بالتحالف مع فورتيجرن.

### مولد آرثر
تحالف فورتيجرن مع الساكسون ليحمي بلاده من الهجمات الأجنبية لكنهم بدؤوا يستولون على البلاد ففر فورتيجرن وحاول بناء حصن في الجبال لكنه كان ينهار وأتاه ولد أبوه شيطان وأمه أميرة وكان اسمه مرلين وقال له أن تنينين أحدهما أحمر والآخر أبيض يتصارعان وسيستمران حتى يأتي خنزير كورنوول الذي سيدوس الإنكليز تحت قدميه.
حدث لاحقا أن مات فورتيجرن بعد أن قتله الوريث الشرعي للمملك أوريليوس أمبروسيوس بأن احرقه في قلعته لكن ما لبث أن مات هو الآخر بعد أن سممه ساكسوني، ليخلفه أخوه أوثر بندراغون الذي وقع لاحقا في حب زوجة حليفه دوق كورنوول واسمها إغراين أو إيغرنا فتراجع الدوق إلى قلعته عندما هاجمه أوثر وحبس إغراين في قلعة حصينة فقام مرلين بتحويل شكل أرثر إلى شبه الدوق ودخل إلى إغراين وحملت منه في تلك الليلة بآرثر أما الدوق فمات في هجوم حاول فيه فك الحصار أما زوجته فتزوجها أوثر.

### نشأة آرثر وسيفه

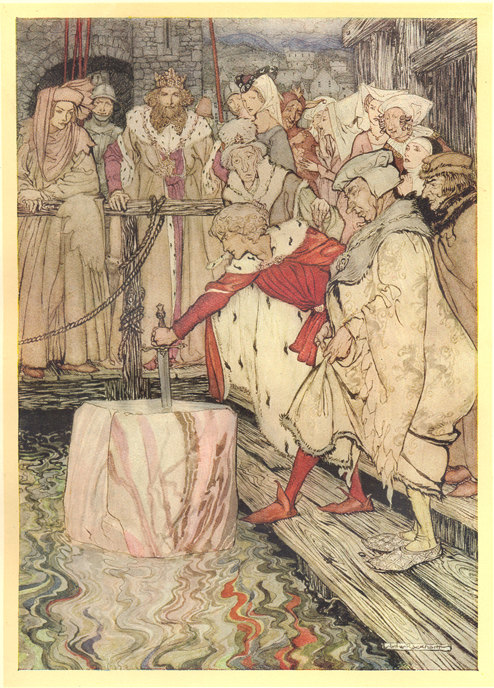
سيف ارثر

حكم أرثر بعد موت أبيه وهو ابن 15 سنة فهزم الساكسون وغزا اسكتلندا وفرنسا وأيرلندا والدنمارك والنرويج وأيسلندا، وتروي القصص ما قبل مالوري كيف أن مرلين أخذه ورباه وهو طفل وهو لا يدري هويته، ومات أوثر لاحقا وبقي العرش خاليا فجمع مرلين كل الناس وأظهر لهم سيفا مغروزا في سندان على صخرة مكتوب عليه أن من يمكنه سحبه يكون الملك الشرعي لكل إنكلترا، فحاول الجميع سحبه لكن آرثر استطاع أن يسحبه عندما كان في الخامسة عشر وظهرت شخصيته الحقيقية.
حكاية أخرى تروي كيف أنه بمساعدة مرلين امتلك إكسكاليبور سيفه السحري الذي حملته يد تمتد من الماء وكان هدية من سيدة البحيرة التي كانت تعيش في قصر تحت الماء (وفي قصص سابقة كان إكسكاليبور هو السيف الذي أخذه من الصخرة).
رغم هذا لم يستطع مرلين حماية آرثر من خطط أخته غير الشقيقة الشريرة مورغان الجنية التي حاولت أن تدبر موته، وكذلك من أن يقيم علاقة مع أخته غير الشقيقة الأخرى مورغوز من غير أن يدري وأنجب منها السير موردرد الذي جلب الدمار إلى المملكة لاحقا.

### موت آرثر
بعد العديد من المغامرات بين فرسان الطاولة المستديرة والكأس المقدسة أتت نهاية آرثر من الداخل، فكان لانسلوت يحب غوينيفير زوجة آرثر وبعد فشله في العثور على الكأس المقدسة رجع إليها، لكن موردرد وأغرافين شقيق غاوين اكتشفا العلاقة ولم يستطع آرثر أن يغض الطرف أكثر من هذا فابتدأت الحرب بين الفرسان فأصبحوا منقسمين بين آرثر ولانسلوت الذي انتقلت الحرب إلى بلاده في فرنسا وتجابه مع غاوين في معركة خرج منها الأخير بجراح خطيرة.
أتت الأخبار بأن موردرد الذي تم تركه ليحكم إنكلترا نيابة عن آرثر في الحرب قد استولى على الحكم وقبض على غوينيفير وأراد أن يجعلها ملكته، فأصبح آرثر في أحلك الظروف فأخوية المائدة المستديرة حلت وتم نبذ لانسلوت ومات غالاهاد وبرسيفال وغاوين يحتضر وبلاده دمرت أما مرلين فقد اختفى منذ زمن من الساحة فعجلة الحظ التي رفعته يوما قد أطاحت به.
رجع آرثر إلى إنكلترا في الحال، وفي ساليسبوري حدثت مَعْرَكة كامِلان قتل فيها الموالون لآرثر ولم يبق إلّأ بيديفير، وكان آرثر مصمما على الانتقام من ابنه الخائن فرماه برمح ولكن موردرد قبل أن يموت أرسل طعنة قاتلة لآرثر، وعند موته قام بيديفير برمي إكسكاليبور في البحيرة حيث امتدت نفس اليد التي أعطته لآرثر من الماء وأخذته مجددا وذلك بوصيته، أما جثته فقد أخذت إلى جزيرة أفالون في قارب من قبل عدة سيدات منهن أخته مورغان الجنية وسيدة البحيرة.
وفقا لمالوري فإن أفالون هي منطقة غلاستونبوري التي يظن أن بها الكأس المقدسة أيضا، ولكن يقال أيضا أنه لم يمت ولكن المسيح أخذه إلى مكان آخر وسوف يعود وكان هذا مكتوبا على قبره ’’هنا يرقد آرثر ملك قد كان وملك سيكون’’ (Hic Iacet Arthurus Rex Quondam Rexque Futurus) ما يعني أن الأسطورة الكلتية عن عودة آرثر بعد مماته عاشت حتى زمن مالوري في القرن الخامس عشر الميلادي.